# Cantone di Val de Lorraine Sud
Il Cantone di Val de Lorraine Sud è una divisione amministrativa dell'Arrondissement di Nancy.
È stato costituito a seguito della riforma approvata con decreto del 26 febbraio 2014, che ha avuto attuazione dopo le elezioni dipartimentali del 2015.

## Composizione
Comprende i seguenti 5 comuni:
- Champigneulles
- Frouard
- Marbache
- Maxéville
- Pompey